# گرچ درامز
گرچ درامز (به انگلیسی: Gretsch Drums) یک بخش از سازنده آلات موسیقی آمریکایی گرچ است. این شرکت در سال ۱۸۸۳ در بروکلین نیویورک تأسیس شد. کارخانه این شرکت هم‌اکنون در ریدگلاند کارولینای جنوبی درام و سخت‌افزار درام تولید می‌کند.